# آلا (داغستان)
آلا (به لاتین: Ala) یک منطقهٔ مسکونی در روسیه است که در داغستان واقع شده‌است.